# Cayo Fonteyo Capitón (cónsul 33 a. C.)
Cayo o Gayo Fonteyo Capitón  fue un político y militar romano de la República tardía. Fue cónsul suffectus en 33 a. C.

## Carrera pública
Posiblemente pontífice y autor de una popular medida en el 39 a. C. cuando posiblemente era tribuno de la plebe. Como amigo de Marco Antonio, acompañó a Mecenas, en 37 a. C., cuando fueron enviados por Augusto para restaurar la amistad entre él y Marco Antonio. Capitón permaneció con Marco Antonio, y poco después lo envió a Egipto, para lograr que Cleopatra fuera a Siria. Aparece mencionado por Horacio como uno de sus acompañantes en un viaje a Brundisium.
Probablemente fue cónsul suffectus el 33 a. C., sucediendo a Lucio Volcacio Tulo desde el 1 de mayo de ese año hasta finales de septiembre. Su hijo Gayo Fonteyo Capitón fue también cónsul el 12.